# سرجیو کروش
سرجیو کروش (انگلیسی: Sergio Kerusch؛ زادهٔ ۶ ژانویهٔ ۱۹۸۹) بازیکن بسکتبال اهل آلمان است.